# Vernon Baker
Vernon Baker, né le 17 décembre 1919 à Cheyenne et mort le 13 juillet 2010 à Saint Maries, est un soldat de l’United States Army décoré de la Medal of Honor pour ses actions pendant la campagne d’Italie de la Seconde Guerre mondiale. Comme d’autres combattants noirs américains, Baker n’a toutefois pas reçu cette distinction au moment des faits, mais seulement en 1997, après qu’une commission ait établi qu’il en avait été exclu du fait du racisme de la hiérarchie militaire de l’époque.

## Biographie
Vernon Baker naît le 17 décembre 1919 à Cheyenne dans l’État du Wyoming aux États-Unis d’Amérique. Il est élevé par ses grands-parents maternels, ses parents étant morts alors qu’il est encore en bas âge. Il parvient à être diplômé de la High School, mais ne parvient pas à trouver de travail correspondant à son niveau d’étude, ce qui l’oblige à faire enchaîner les petits emplois comme cireur de chaussures ou journalier. Finalement il s’engage dans l’United States Army en juin 1941, mais, alors qu’il souhaite être affecté à l’intendance, il se retrouve versé dans l’infanterie.
Après son entraînement initial à Camp Wolters, il est affecté au 25th Infantery Regiment à Fort Huachuca. Ayant une meilleure éducation que la plupart de ses camarades, il progresse rapidement dans la hiérarchie et est promu sergent du train peu de temps après l’attaque de Pearl Harbor. Ce succès suscite toutefois des jalousies, notamment chez les soldats du rang blancs, et Baker est régulièrement pris à partie, sans que les agresseurs ne soient sanctionnés. Le commandant du régiment le recommande toutefois pour l’école des officiers, dont il sort le 11 janvier 1943 avec le grade de second lieutenant.
Il sert brièvement dans l’équipe de sécurité de Camp Rucker avant d’être transféré dans la compagnie C, du 370th Infantry Regiment de la 92nd Infantry Division. Cette dernière est une unité « afro-américaine », c’est-à-dire dont les hommes du rang et les sous-officiers sont noirs, tandis que les officiers, à de rares exceptions sont des blancs, généralement originaires du Sud.
Le 5 avril 1945, la compagnie de Baker est affectée à l’attaque contre le château d’Aghinolfi près de Viareggio, une position lourdement fortifiée par les Allemands. Se trouvant à la pointe de l’attaque, l’unité est d’abord victime de tirs ami de l’artillerie américaine avant le premier contact avec les Allemands. Lors de celui-ci Baker détruit trois nids de mitrailleuse et une position d’observation,et perturbe les communications adverses en cisaillant les câbles téléphoniques. Toutefois lorsque la compagnie, qui a déjà subie des pertes importantes, arrive à cent mètres du château, elle subit un intense bombardement de mortiers et ses officiers prennent la fuite. Baker prend alors le commandement, mais ne parvient pas à progresser en l’absence de renforts et de tirs de soutien et bas en retraite, pendant laquelle il détruit encore trois autres nids de mitrailleuse. Il retourne par ailleurs sur les lieux le lendemain pour guider une autre compagnie.
À la suite de cette action, le commandant du bataillon le recommande pour la Medal of Honor, mais le dossier est refusé aux échelons supérieurs, où il est considéré que la Distinguished Service Cross est déjà suffisante. À la fin de la guerre, il reste dans l’armée, mais est rétrogradé en 1947 au rang de master sergeant, la raison invoquée étant qu’il n’a pas de diplôme universitaire lui permettant de prétendre à un grade d’officier. Il travaille alors dans le Signal Corps jusqu’à la guerre de Corée.
À ce moment-là, du fait du manque d’officiers expérimentés, il est promu au rang de First lieutenant, mais n’est pas autorisé à retourner au combat et doit se contenter de commander une compagnie de la 11th Airborne Division stationnée à Fort Campbell. À la fin de la guerre il est toutefois une nouvelle rétrogradé et reste sous-officier jusqu’à sa retraite de l’armée en 1968. Il travaille par la suite pour l’American Red Cross jusqu’en 1997.
Entretemps, en 1993, une commission de l’U.S. Army se penche sur les dossiers des soldats afro-américains de la Seconde Guerre mondiale, des questionnements ayant été soulevés quant au fait qu’aucun d’entre eux n’a reçu la Medal of Honor. Les travaux de cette commission montrent rapidement qu’ils ont été victimes du racisme de la hiérarchie de l’époque et que les recommandations les concernant n’ont généralement abouti au mieux qu’à la Distinguished Service Cross. Sept afro-américains se voient alors décerner la Medal of Honor, dont Vernon Baker, le seul à être alors encore en vie lorsque la médaille lui est remise par Bill Clinton le 13 janvier 1997. Il meurt le 13 juillet 2010 d’un cancer du cerveau et est enterré au cimetière national d’Arlington.

## Décorations
- Combat Infantryman Badge ;
- Medal of Honor ;
- Silver Star ;
- Bronze Star avec Valor Device et une feuille de chêne en bronze ;
- Purple Heart avec une feuille de chêne en bronze ;
- American Defense Service Medal
- American Campaign Medal ;
- European-African-Middle Eastern Campaign Medal avec trois étoiles ;
- World War II Victory Medal ;
- Army of Occupation Medal ;
- National Defense Service Medal avec une étoiles ;
- Croix de guerre de la valeur militaire italienne ;
- Croix de la valeur polonaise
- Parachutist Badge